# Pyotr Nesterov

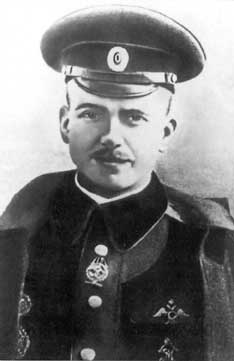
Pyotr Nesterov.

Pyotr Nikolayevich Nesterov (15 de fevereiro de 1887 Nijni Novgorod, Rússia — 08 de setembro de 1914 (27 anos) Zhovkva, Reino da Galícia e Lodoméria), foi um piloto russo, um projetista de aeronaves e um pioneiro da acrobacia aérea.

## Vida e carreira

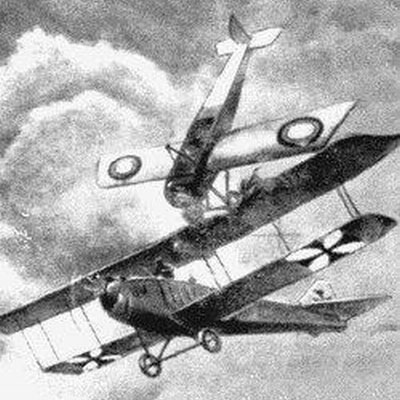
Pintura do ataque "taran"
realizado por Pyotr Nesterov.

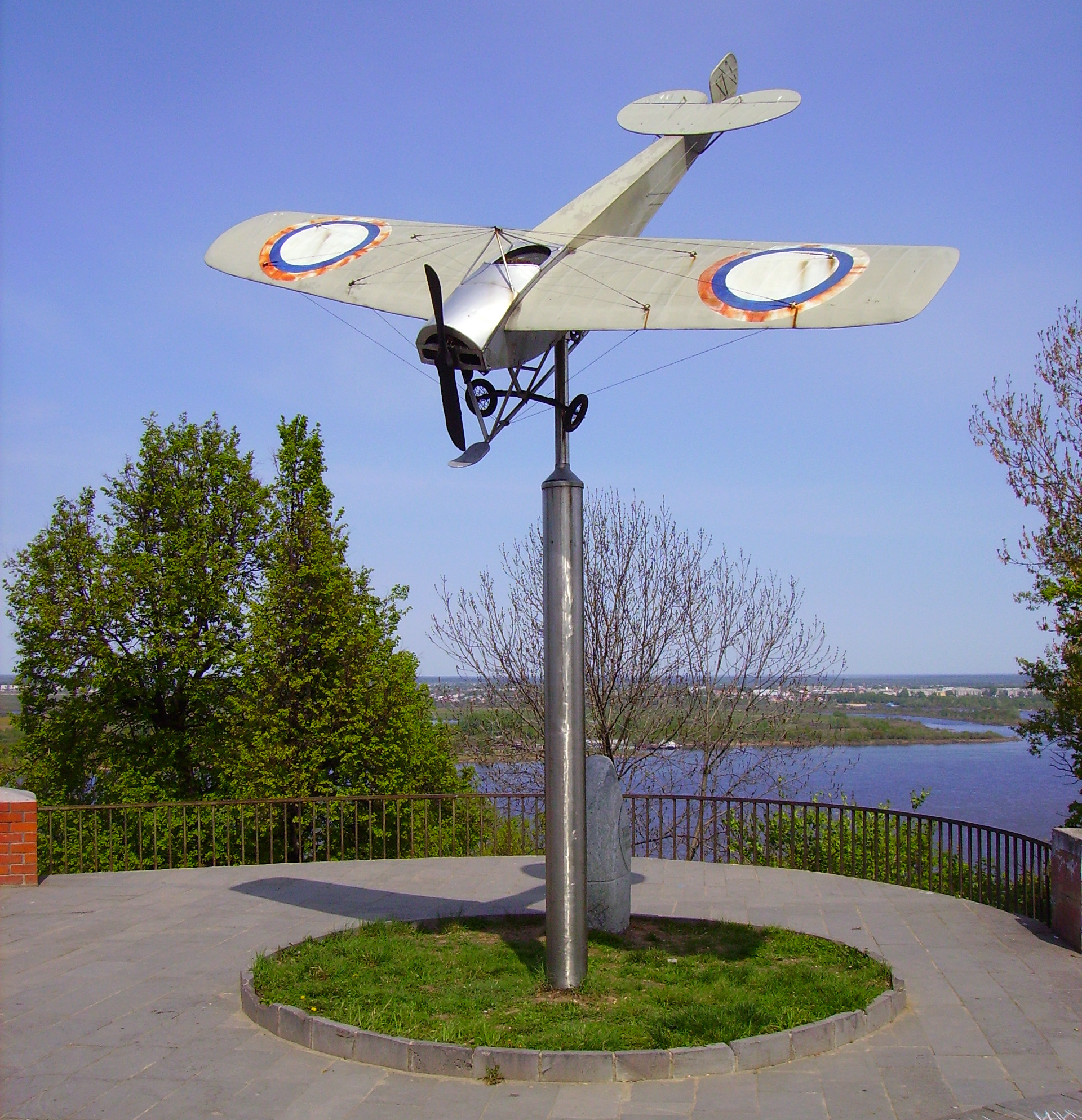
Monumento em Nizhny Novgorod do Nieuport IV.G no qual Nesterov executou o primeiro loop.

Nesterov nasceu em 15 de fevereiro de 1887 em Nizhny Novgorod, na família de um oficial do exército, professor de cadetes. Em agosto de 1904, ele deixou a escola militar em Nizhny Novgorod e foi para a academia de artilharia de Mikhailov em São Petersburgo. Chegou a segundo-tenente e serviu na 9ª Brigada de Artilharia da Sibéria Oriental em Vladivostok. Pelas leis da época, um oficial que se casou antes dos 28 anos tinha que contribuir com uma chamada "reserva" para o tesouro estadual - um depósito de 5.000 rublos para sustentar sua família em caso de morte. A única exceção foi feita para oficiais que serviram no Extremo Oriente; como Nesterov não tinha dinheiro, ele levou sua jovem esposa para o Extremo Oriente.
Em 1909, Nesterov entrou em contato com a aviação quando foi destacado como observador para um regimento de balões de observação. Em 1911, ele construiu seu primeiro planador e aprendeu a pilotá-lo, antes de entrar no treinamento de voo na escola de aviação de São Petersburgo em Gatchina em junho, graduando-se em 11 de outubro de 1912. Pouco tempo depois, ele também passou no exame para ser piloto militar. Em maio de 1913, ele se tornou o líder de um destacamento de aviação em Kiev, completando voos noturnos na época.

## Realizações
Nesterov acreditava que uma aeronave poderia fazer um loop, um feito não realizado anteriormente. Apesar das dúvidas de seus pares, Nesterov provou sua teoria em 9 de setembro de 1913 (27 de agosto pelo calendário então usado na Rússia) e se tornou o primeiro piloto a fazer um loop. Isso foi feito em um monoplano Nieuport IV sobre o aeródromo Syretzk perto de Kiev, na frente de vários observadores. Por isso ele foi punido com dez dias de prisão, "por arriscar ostensivamente propriedade do governo". Sua conquista o tornou famoso da noite para o dia e quando o feito foi oficialmente realizado pelo famoso piloto francês Adolphe Pégoud, a punição foi revertida; ele foi promovido a capitão do estado-maior e mais tarde premiado com uma medalha. Enfatizando o valor desses exercícios para um piloto militar, Nesterov melhorou os métodos de voo russos por meio de treinamento extensivo, tanto em voos cross country como em curvas acentuadas, e projetou uma cauda em V para o Nieuport que estava voando, embora seu desempenho tenha sido decepcionante.

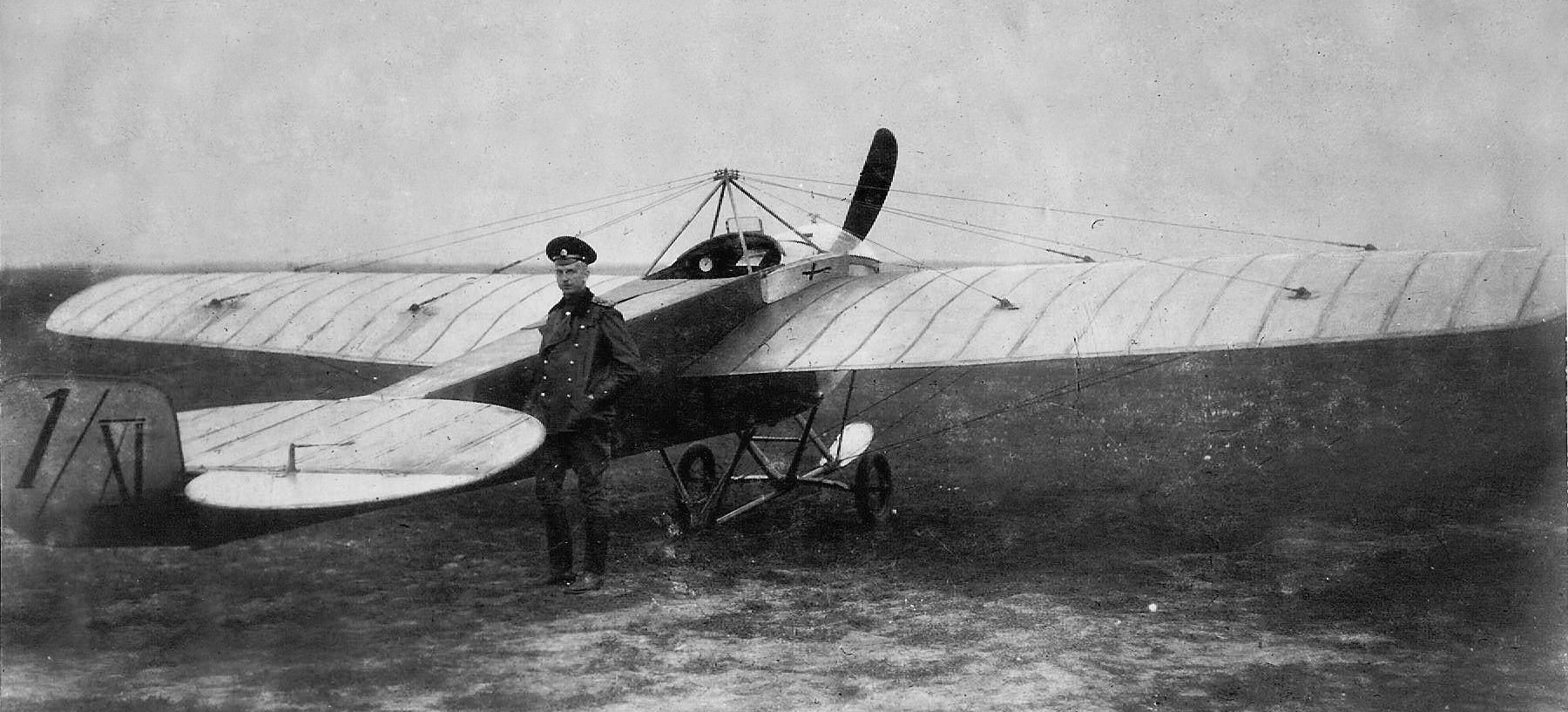
Pyotr Nesterov com o Nieuport IV.G com o qual executou o primeiro loop.

As aeronaves ainda estavam desarmadas neste estágio inicial, e Nesterov se tornou o primeiro piloto a destruir um avião inimigo em vôo. Durante a Batalha da Galícia em 25 de agosto de 1914 (pelo calendário do Velho Estilo ainda usado na Rússia), depois de tentar vários métodos em ocasiões anteriores sem sucesso, ele usou seu Morane-Saulnier G (s/n 281) para bater o Albatros B.II austríaco de reconhecimento do observador Baron Friedrich von Rosenthal e do piloto Franz Malina do FLIK 11. Ansioso por destruir a aeronave inimiga, ele provavelmente pretendia atingi-la com um golpe superficial, mas danificou sua própria aeronave tanto quanto a do inimigo e os dois caíram. Como era comum na época, Nesterov não estava amarrado e caiu do avião, morrendo devido aos ferimentos no dia seguinte. O piloto e observador austríaco também morreu. A cidade de Zhovkva (atualmente em Lviv Oblast, Ucrânia), localizada perto da batalha, foi renomeada para Nesterov em sua homenagem em 1951.

## Legado
Nesterov foi enterrado em Kiev, no Império Russo. Seu "método de colisão" foi usado durante a Segunda Guerra Mundial por vários pilotos soviéticos com sucesso e sem perda das próprias vidas. A técnica ficou conhecida como "taran". Em sua homenagem, a União Soviética estabeleceu a "Copa Nesterov" para o melhor time de acrobacias. A taça foi doada à "Fédération Aéronautique Internationale" (FAI) em 1962. Ela é concedida aos campeões mundiais masculinos de acrobacia por equipe.
O asteroide 3071 Nesterov do cinturão de asteroides externo, descoberto pela astrônoma soviética Tamara Mikhailovna Smirnova em 1973, foi batizado em sua homenagem.